# The Acolytes Protection Agency
The Acolytes Protection Agency (APA) (La Agencia Protectora de los Acólitos en español) fue un equipo en parejas de lucha libre profesional que consistió en Bradshaw (John Layfield) y Faarooq (Ron Simmons). Ellos lucharon para la promoción estadounidense World Wrestling Federation/Entertainment (WWF/E) entre octubre de 1998 y marzo de 2004.
Antes de formar la APA, Faarooq y Bradshaw eran conocidos como los Hell's Henchmen y posteriormente parte del Ministry of Darkness de The Undertaker como The Acolytes. Como The Acolytes, ganaron dos Campeonatos Mundiales en Parejas en 1999, mientras que tuvieron rivalidades con X-Pac & Kane y los Hardy Boyz. Después de cambiar su nombre a Acolytes Protection Agency en 2000, sirvieron como guardaespaldas a otros luchadores, y ganaron un tercer campeonato en parejas en 2001.
En 2002, el equipo se separó durante la separación de marcas, en la que Simmons fue a SmackDown! y Bradshaw a Raw. Como competidor en solitario, Bradshaw tuvo una extensa carrera en lucha libre hardcore, ganando el Campeonato Hardcore en varias ocasiones. Tras un tiempo, el dúo se reunió en Ohio Valley Wrestling y más tarde en SmackDown! en 2003. El equipo se separó nuevamente en 2004 cuando Simmons fue liberado por la WWE y Bradshaw siguió con su carrera en solitario hasta 2009.

## Historia

### Hell's Henchmen (1998)
Como competidores individuales en la World Wrestling Federation, las carreras de Layfield (bajo el nombre de Bradshaw) y Simmons (bajo el nombre de Faarooq) se habían detenido. La WWF entonces colocó a Bradshaw y Faarooq en un equipo en parejas llamado Hell's Henchmen dirigidos por The Jackyl. Ambos hombres hicieron su primera aparición en televisión como equipo en el episodio del 15 de noviembre de 1998 de Sunday Night Heat atacando a 8-Ball, Skull y Paul Ellering cuando D.O.A. bajaron al ring para un combate. La semana siguiente en Sunday Night Heat, The Jackyl bajó al ring cuando el dúo interrumpió una lucha y proclamó a Bradshaw y Faarooq como sus acólitos. Ambos hombres haría su debut oficial como equipo en parejas en la edición del 30 de noviembre de 1998 de Raw, donde atacaron a Tiger Ali Singh y a su mánager, Babu, tras la lucha de Singh contra Val Venis. El equipo era conocido por sus intensas y brutales palizas durante sus subsiguientes luchas. Luego, ganaron luchas en equipos contra el equipo de Venis y The Godfather y el equipo del J.O.B. Squad.

### The Acolytes (1999–2000)
Cuando The Jackyl dejó la WWF, el dúo se unió a nuevo stable heel de The Undertaker, The Ministry of Darkness. Debutaron en el Ministry de The Undertaker en la edición del 11 de enero de 1999 de Raw, donde reclutaron a Dennis Knight en el Ministry, dándole el nombre Mideon. Después de que el Ministry de Undertaker se fusionara con The Corporation para formar el Corporate Ministry, los Acolytes comenzaron una rivalidad con X-Pac y Kane por el Campeonato en Parejas de la WWF. La rivalidad comenzó en la edición del 30 de mayo de 1999 de Sunday Night Heat, donde los Acolytes atacaron a X-Pac después de su combate contra The Big Boss Man. Su ataque fue en vano, sin embargo, ya que Kane, compañero de equipo de X-Pac, bajó al ring para atacar a los Acolytes. Más tarde esa noche, los Acolytes desafiaron a X-Pac y Kane a una lucha por el Campeonato en Parejas de la WWF en la siguiente emisión de Raw. La noche siguiente en Raw, X-Pac y Kane aceptan el reto. Durante la lucha, sin embargo, Shane McMahon, quien también era un miembro del Corporate Ministry, interfirió en la lucha, causando a Kane a perseguir a McMahon al área de backstage. La situación permitió a Bradshaw conectar a X-Pac un Clothesline From Hell y un pinfall, permitiendo a los Acolytes de ganar su primer Campeonato en Parejas de la WWF.
Los Acolytes entonces comenzaron una rivalidad con los Hardy Boyz, que comenzó en King of the Ring en donde los Hardy Boyz derrotaron a The Brood para convertirse en los contendientes número uno al Campeonato en Parejas de la WWF de los Acolytes. La rivalidad se intensificó en la edición del 3 de julio de 1999 de Shotgun Saturday Night, donde los Acolytes atacaron a los Hardy Boyz durante un segmento. En la edición del 5 de julio de 1999 de Raw, sin embargo, los Acolytes perdieron el Campeonato en Parejas de la WWF ante los Hardy Boyz, después de que Jeff atacó a Bradshaw con el bastón de Michael Hayes, el mánager de los Hardy Boyz, y Matt le aplicó un Tornado DDT a Bradshaw en un pinfall. Los Acolytes recuperaron el Campeonato en Parejas de la WWF en Fully Loaded en un No Disqualification Handicap Match contra los Hardy Boyz y Hayes.
Después de recuperar el campeonato, los Acolytes comenzaron otra rivalidad con Kane con varios socios. En la edición del 8 de agosto de 1999 de Sunday Night Heat, Kane hizo equipo con Road Dogg para hacer frente a los Acolytes por el Campeonato en Parejas de la WWF, sin éxito. La noche siguiente en Raw, Kane se unió a X-Pac para hacer frente a los Acolytes en otra lucha por el campeonato, en donde X-Pac y Kane ganaron el título luego de que X-Pac le aplicó un X-Factor a Faarooq para el pinfall. La semana siguiente, perdieron una revancha por el Campeonato en Parejas de la WWF. Después de perder su revancha, ganaron una oportunidad por el Campeonato en Parejas de la WWF en SummerSlam, donde ganaron un Tag Team Turmoil Match. Fueron incapaces de recuperar el Campeonato en Parejas de la WWF, ya que su lucha contra The Big Show y The Undertaker terminó sin resultado. Después de esto, empezaron una rivalidad con los Dudley Boyz, que terminó en Unforgiven, donde derrotaron a los Dudley Boyz. Después de su rivalidad con los Dudley Boyz, los Acolytes comenzaron un gimmick de jugadores de cartas y bebedores de cerveza, donde les ganaban su dinero a muchas superestrellas y empleados de la WWF.
Después de rivalidades esporádicas, los Acolytes ganaron una batalla real de equipos en Armageddon contra otros siete equipos en parejas para ganar una lucha por el Campeonato en Parejas de la WWF. Fueron incapaces de ganar el campeonato en Royal Rumble, donde The New Age Outlaws los derrotaron después de que Billy Gunn le realizó un Fameasser a Bradshaw, después de una interferencia de X-Pac.

### Acolytes Protection Agency (2000–2002)
En la edición del 31 de enero de 2000 de Raw, The Mean Street Posse le pidió a los Acolytes que los protegieran, a lo cual se negaron, hasta que el Posse les ofreció pagarles. Cuando lo hicieron, ellos empezaron la Acolytes Protection Agency (APA). En realidad, el gimmick de guardaespaldas a sueldo del equipo fue creado por Bradshaw. Para mejorar aún más su gimmick, la APA comenzó a aparecer semanalmente tras bastidores en una oficina, apodada la "APA Office". Después de proteger a muchas superestrellas de la WWF, la APA comenzó una rivalidad con Bull Buchanan y The Big Boss Man. La rivalidad comenzó en la edición del 10 de abril de 2000 de Raw, donde Buchanan y Boss Man atacaron a la APA durante una lucha en donde protegían a Kaientai. La APA, sin embargo, no tuvo éxito en ganar una lucha en equipos contra ellos en Backlash. En la edición del 18 de mayo de 2000 de SmackDown!, la APA fueron contratados para proteger a Crash Holly durante una hora, para evitar perder su Campeonato Hardcore de la WWF. Después de que la hora se cumplió, la APA se fue, permitiéndole a Gerald Brisco cubrir a Holly para ganar el Campeonato Hardcore. La situación resultó en Holly desafiando a Bradshaw un reto en un Hardcore Match, que Bradshaw ganó. Más adelante esa semana en SmackDown!, Faarooq derrotó a Holly en un Hardcore Match.
En la edición del 26 de junio de 2000 de Raw, la APA ganó una batalla real de equipos contra otros siete equipos para ganar una lucha por el Campeonato en Parejas de la WWF. Durante las semanas previas a Fully Loaded, Edge & Christian evitaron defender el Campeonato en Parejas contra la APA. El 10 de julio de 2000, la APA iban a enfrentarse a Edge & Christian por el Campeonato en Parejas, pero Edge anunció que se enfrentaría a Bradshaw en una lucha individual, que Bradshaw perdió. Esa semana en SmackDown!, Edge y Christian fueron programados a defender su campeonato contra la APA, pero otra vez hicieron una lucha individual, en donde Christian fue derrotado por Faarooq. En Fully Loaded, la APA ganó la lucha por descalificación; debido a las reglas de la WWF, Edge & Christian retuvieron el Campeonato en Parejas. En la edición del 7 de septiembre de 2000 de SmackDown!, los Dudley Boyz y la APA formaron una alianza. La semana siguiente en Raw, la APA se enfrentó a Right to Censor (Bull Buchanan y The Goodfather) pero fueron derrotados. Luego, en la edición del 18 de septiembre de 2000 de Raw, los Dudley Boyz también perdieron ante Buchanan y Goodfather. Después de la lucha, todos los miembros de Right to Censor (Buchanan, The Goodfather, Steven Richards y Val Venis) atacaron a los Dudley Boyz, que dio lugar a la APA viniendo a ayudar a los Dudley Boyz, como parte de su alianza. Los Dudley Boyz y la APA entonces fueron reservados en un 8-Man Tag Team Match contra Right to Censor en Unforgiven, que Right to Censor ganó vía pinfall.
Después de rivalidades esporádicas durante la mitad del 2001, a la APA le fueron otorgados una lucha por el Campeonato en Parejas de la WWF frente a los Dudley Boyz en la edición del 9 de julio de 2001 de Raw, donde Bradshaw cubrió a D-Von para ganar el Campeonato en Parejas de la WWF. Al mes siguiente en SmackDown!, sin embargo, la APA perdió el Campeonato en Parejas de la WWF ante Diamond Dallas Page y Kanyon. Después de perder el Campeonato en Parejas de la WWF, Faarooq estuvo brevemente ausente, mientras que Bradshaw comenzó a perseguir campeonatos individuales, como en la edición del 27 de septiembre de 2001 de SmackDown!, en donde Bradshaw perdió una lucha por el Campeonato Intercontinental de la WWF contra Christian. En la edición del 22 de octubre de 2001 de Raw, Bradshaw derrotó a The Hurricane para ganar el Campeonato Europeo de la WWF. Cuando Faarooq volvió, Bradshaw perdió el Campeonato Europeo ante Christian en la edición del 1 de noviembre de 2001 de SmackDown!. En No Way Out, la APA ganó un Tag Team Turmoil Match para ganar una lucha por el Campeonato en Parejas de la WWF en WrestleMania X8. La APA fracasaron en ganar el campeonato en dos ocasiones: en la edición del 28 de febrero de 2002 de SmackDown! y en WrestleMania X8.

### Separación inicial (2002)

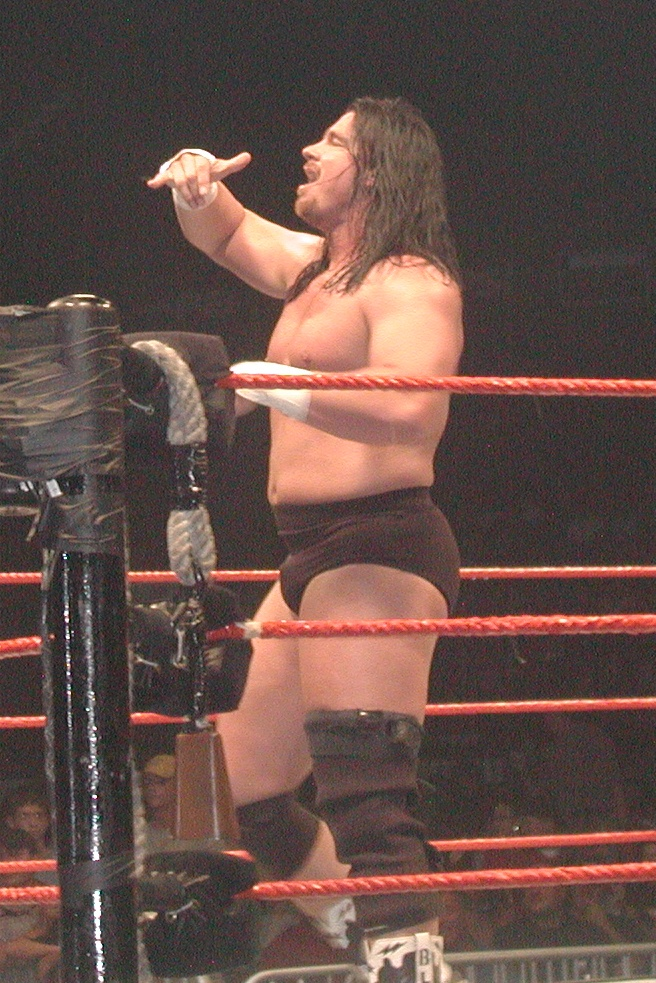
Bradshaw en 2002 tras la separación de la APA.

El 25 de marzo de 2002, la APA fueron divididos cuando el plantel de la WWE se dividió en las marcas Raw y SmackDown!. Bradshaw fue enviado a Raw, mientras que Faarooq fue enviado a SmackDown!. En la marca Raw, Bradshaw ganó el Campeonato Hardcore de la WWF dieciocho veces, mientras que Faarooq tuvo un breve paso en la marca SmackDown!, haciendo equipo con Reverendo Devon en un torneo para determinar el recién creado Campeonato en Parejas de la WWE.

### Regreso aSmackDown!(2003–2004)
Después de su breve carrera en solitario, Bradshaw y Faarooq se reunieron en el territorio de desarrollo de la WWE, Ohio Valley Wrestling, ganando el Campeonato Sureño en Parejas de la OVW el 10 de abril de 2003. Ellos dejaron vacante el Campeonato en Parejas cuando regresaron a la televisión de WWE en la edición del 19 de junio de 2003 de SmackDown!, donde asistieron a The Undertaker en una emboscada de los F.B.I. Durante su regreso, revivieron su gimmick anterior de beber cerveza y jugar a las cartas en segmentos en backstage. En Vengeance, la APA organizó un Bar Room Brawl, que Bradshaw ganó. En la edición del 4 de septiembre de 2003 de SmackDown!, la APA fueron puestos en una lucha por el Campeonato en Parejas de la WWE contra los campeones defensores, Shelton Benjamin & Charlie Haas, que la APA perdió. Después de esporádicas luchas en equipos, la APA fue una vez más puesta en un combate por el Campeonato en Parejas de la WWE en WrestleMania XX, un Fatal Four-Way Tag Team Match en el que también participaron Benjamin & Haas, Rikishi & Scotty 2 Hotty y The Basham Brothers, el cual Rikishi y Hotty ganaron para retener el campeonato. El 18 de marzo de 2004, el Gerente General de SmackDown! Paul Heyman forzó al APA a enfrentarse a Rikishi y Scotty 2 Hotty después de que se burlaron de Heyman por haber recibido un Stunner de Steve Austin la semana anterior, con la estipulación adicional que si perdían, serían despedidos. Después de que fueron derrotados, Heyman aclaró que solo despediría a Simmons, no a ambos hombres como dio a entender. Luego dijo a Bradshaw que debía preocuparse por su propia carrera, alegando que como un autor publicado y un analista financiero de Fox él era un activo valioso para la empresa. Bradshaw optó por quedarse y Faarooq se fue en disgusto. En realidad, Simmons se retiró de la lucha libre profesional, que fue cubierto en la storyline como un despido en pantalla. Tres años después, en 2006, Layfield se retiró de la lucha libre profesional, convirtiéndose en un comentarista para Friday Night SmackDown! Layfield volvió como un luchador activo en 2008, en la marca Raw, mientras que Simmons comenzó a hacer promos con su latiguillo característico, "Damn".

### Reuniones esporádicas (2007, 2012, 2015)
La APA tuvo una reunión en el ring en el episodio del 3 de diciembre de 2007 de Raw cuando Hornswoggle contrató sus servicios de protección para su Handicap Match contra Jonathan Coachman y Carlito. Simmons y Layfield se reunieron por una noche en el episodio 1000 de Raw el 23 de julio de 2012, cuando dieron protección a Lita durante su breve encuentro con Heath Slater. Layfield conectó a Slater con un Clothesline From Hell y después de la lucha, Simmons dijo simplemente su latiguillo característico, "Damn".
La APA se reunió nuevamente en la edición de Raw del 19 de enero de 2015 (también mencionada como Raw Reunion, debido a las numerosas apariciones especiales de legendarios luchadores de la WWE), junto con The New Age Outlaws, salvando a los miembros de The New World Order de una posible agresión por parte de The Ascension, durante la cual Layfield golpeó a Viktor con un Clothesline from Hell.
En la edición de Raw del 8 de enero de 2018 se anunció que The APA se reunirá una vez más en el episodio del aniversario de los 25 años de Raw en el 22 de enero de 2018.

## En lucha
- Movimientos finales
  - Aided powerbomb[3]

- Movimientos de firma
  - Combinación de belly to back suplex / neckbreaker slam
  - Double spinebuster[3]

- Movimientos finales de Bradshaw
  - Clothesline From Hell[94] (Running high-impact lariat)
  - Release powerbomb, con burlas[94]

- Movimientos finales de Faarooq
  - Dominator[82] (Inverted front powerslam)
  - Sanp spinebuster[82]

- Mánagers[3]
  - The Jackyl
  - Jacqueline
  - The Kat

## Campeonatos y logros
- Memphis Championship Wrestling
  - MCW Southern Tag Team Championship (1 vez)[97]

- Ohio Valley Wrestling
  - OVW Southern Tag Team Championship (1 vez)[83]

- World Wrestling Federation / Entertainment
  - WWF European Championship (1 vez)[69] – Bradshaw
  - WWF Tag Team Championship (3 veces)[4]
  - WWE Hall of Fame (2012) – Ron Simmons (Faarooq)
  - WWE Hall of Fame (2020) - John Layfield (Bradshaw)